# جيش بانزر الخامس
جيش بانزر الخامس ( (بالألمانية: 5. Panzerarmee)‏ Panzerarmee)، التي تشكلت من فيلق الجيش LXXXX قصير الأجل (بالألمانية: LXXXX. Armeekorps)‏ ارميكوربس)، كان تشكيل مدرع ألماني التي تعمل على الجبهة الغربية وشمال أفريقيا. استسلم فلول الجيش في جيب الرور عام 1945.

## القادة

### جيش بانزر الخامس (شمال إفريقيا)
|  | {{{officeholder}}} |
|  | {{{officeholder}}} |
|  | {{{officeholder}}} |

### مجموعة بانزر الغربية
|  | {{{officeholder}}} |
|  | {{{officeholder}}} |

### مجموعة بانزر إبيرباخ
|  | {{{officeholder}}} |

### جيش بانزر الخامس (فرنسا)
| Name | Took office       | Left office                                            | Party            | Party            |          |
| ---- | ----------------- | ------------------------------------------------------ | ---------------- | ---------------- | -------- |
| 1    | هاينريش إيبرباخ   | General der Panzertruppe هاينريش إيبرباخ (1895–1992)   | 2 July 1944      | 9 August 1944    | 38 أيام  |
| 2    | يوزاف ديتريش      | SS-Oberst-Gruppenführer يوزاف ديتريش (1892–1966)       | 9 August 1944    | 9 September 1944 | 31 أيام  |
| 3    | هاسو فون مانتيفيل | General der Panzertruppe هاسو فون مانتيفيل (1897–1978) | 9 September 1944 | 8 March 1945     | 180 أيام |
| 4    | Josef Harpe       | Generaloberst Josef Harpe (1887–1968)                  | 8 March 1945     | 17 April 1945    | 40 أيام  |

## الحواشي
1. ↑  "معلومات عن جيش بانزر الخامس على موقع britannica.com". britannica.com. مؤرشف من الأصل في 2020-06-20.